# Yamaha XT 1200 Z Super Ténéré
Die Yamaha XT 1200 Z Super Ténéré ist ein Motorrad des japanischen Herstellers Yamaha. Die Reiseenduro wurde erstmals in Deutschland auf der Motorradmesse in Dortmund am 4. März 2010 präsentiert. Vermarktet wird das Motorrad mit der Verkaufsbezeichnung Super Ténéré, die sich auf eine nordafrikanische Sandwüste bezieht.
Mit Inkrafttreten der Euro-5-Abgasnorm im Januar 2021 wurde der Verkauf dieses Motorrades in der Europäischen Union eingestellt.
Auf dem amerikanischen Markt ist die XT1200 als Super Ténéré ES bzw. Super Ténéré 1200 ZE weiterhin erhältlich (Stand: Ende 2024).

## Technische Daten

### Motor
Angetrieben wird das Motorrad von einem flüssigkeitsgekühlten Zweizylindermotor mit 1199 cm³ Hubraum, der eine Nennleistung von 81 kW (110 PS) erzeugt und über eine elektronische Benzineinspritzung und Doppelzündung verfügt, unterstützt durch die elektronische Drosselklappensteuerung (YCC-T). Das maximale Drehmoment des Reihenmotors von 114 Nm liegt bei einer Drehzahl von 6000 min−1 an. Die zwei Zylinder haben eine Bohrung von ⌀ 98 mm Durchmesser, die Kolben einen Hub von 79,5 mm bei einem Verdichtungsverhältnis von 11:1.
Der Hubzapfenversatz von 270 Grad hat eine unregelmäßige Zündreihenfolge zur Folge und verleiht dem Aggregat die Charakteristik und den Klang eines V-Motors mit 90 Grad Zylinderwinkel.
Zwei Ausgleichswellen reduzieren die unerwünschten Vibrationen. Die Motorschmierung erfolgt nach dem Trockensumpf-Prinzip, der Öltank befindet sich im Kurbelgehäuse. Neben der dreistufigen Traktionskontrolle (TCS) bietet die Bordelektronik zur Auswahl zwei unterschiedliche Ansprechverhalten des Motors über zwei Motorkennfelder (D-Mode-System) des elektronischen Motormanagements.
Das Motorrad beschleunigt in 3,7 Sekunden von 0 auf 100 km/h und erreicht eine (elektronisch abgeregelte) Höchstgeschwindigkeit von 210 km/h. Die Verzögerung von 100 km/h in den Stand erfordert einen Bremsweg von 38,5 m.

### Abgassystem
Das Auspuffsystem arbeitet nach dem 2-in-1-Prinzip mit zweistufigem Expansionssystem und einem kurzen Schalldämpfer, der einen vertikal elliptischen Querschnitt hat. An der Schnittstelle der beiden Krümmer befindet sich ein geregelter Katalysator. Zwei Lambdasonden steuern die Abgasreinigung.

### Fahrwerk
Der Stahlrohr-Brückenrahmen ist aus zugfestem Stahl geschweißt. Das Vorderrad wird durch eine Upside-Down-Gabel mit ⌀ 43 mm Durchmesser geführt, die in Federvorspannung sowie Zug- und Druckstufe einstellbar ist. Das Zentralfederbein des Hinterrades ist ebenfalls in Zug- und Druckstufe variabel. Beides lässt sich laut Hersteller per Hand ohne Werkzeug einstellen. Die Bremskräfte werden am Vorderrad über zwei schwimmend gelagerte Wave-Bremsscheiben mit einem Durchmesser von 310 mm übertragen. Das Hinterrad wird von einem Zweikolben-Schwimmsattel abgebremst, die Übertragung der Bremskräfte wird von einer Wave-Bremsscheibe mit einem Durchmesser von 282 mm erledigt. Das Antiblockiersystem der Super Ténéré ermittelt neben Rotationsgeschwindigkeit des Vorder- und Hinterrades zusätzlich die Motordrehzahl, die Intensität des Bremsens und den Schlupf, um zu ermitteln, welches der beiden Räder oder ob sogar beide Räder an der Blockiergrenze sind und das Rutschen droht. Im Holm der Schwinge verbirgt sich der wartungsarme Kardanantrieb. Die Super Ténéré ist außerdem serienmäßig mit einem Motorschutz ausgestattet. Außerdem lässt sich die Höhe der Sitzposition zwischen 84,5 und 87 cm einstellen. Die Position der Verkleidungsscheibe lässt sich ebenfalls einstellen. Zur Serienausstattung zählt ferner ein 12-Volt-Anschluss sowie ein Hauptständer.

## Yamaha Chip Controlled Throttle System (YCC-T)
Die elektronische Drosselklappensteuerung optimiert insbesondere das Zusammenspiel von Drehzahl, Luftdurchsatz, Drehmomentverlauf und Treibstoffverbrauch. Wenn eine herkömmliche Drosselklappe plötzlich geöffnet wird, kann es zu einer überhöhten Kraftstoffeinspritzung im Zylinderkopf kommen. Das beeinträchtigt die Effizienz des Verbrennungsvorgangs und führt zu reduzierter Leistungsentfaltung. Mit dem YCC-T-System hingegen verarbeitet das elektronische Steuergerät fortwährend Daten verschiedener Sensoren – einschließlich Lufttemperatur, Ansaugdruck, Umgebungsluftdruck, Kurbelwellenposition, Betriebstemperatur, Drehzahl, Drosselklappenstellung und Sauerstoffgehalt im Abgas. Die Daten der Steuereinheit ermöglichen dem YCC-T-System, das Betätigen der Drosselklappen präzise zu kontrollieren und immer den aktuellen Betriebsbedingungen anzupassen und damit ein optimales Kraftstoff-Luftgemisch und eine bessere Leistung sicherzustellen.

## Traktionskontrolle
- TCS1: das System interveniert, wann immer das Hinterrad durchzudrehen beginnt (Standardmodus)
- TCS2: das System interveniert nur in verminderter Form, so dass ein ambitionierter Fahrstil mit leichten Slides möglich ist
- TCS3: das System ist komplett deaktiviert

## D-Mode-System
- S-Modus (Sport): sehr direktes Ansprechverhalten des Motors, bietet sich für extrem sportliches Fahren an
- T-Modus (Town): bietet eine etwas gemäßigtere, weichere Leistungsentfaltung

## Farbvarianten und Ausstattung
Die Maschine wird in folgenden Lackierungsvarianten angeboten:
- Viper Blue
- Silver Tech
- Competition White
- Midnight Black
- Matt Grey
- Race Blu

Bei Erstauslieferung des Motorrads für das Jahr 2010 bietet Yamaha ein „First-Edition“-Zubehörpaket an, das aus folgenden Komponenten besteht:
- Aluminium-Koffer-Satz einschließlich Halterungen
- 3 mm starker Polycarbonat-Scheinwerferprotektor (nur für den Off-Road-Einsatz ohne Straßenzulassung)
- 3 mm starke Aluminium-Motorschutzplatte (ersetzt die Standardausführung aus Plastik)
- Metallschlüsselbox mit Yamaha-Logo
- Multifunktionsschal
- „First-Edition“-Sticker

Yamaha bietet umfangreiches Zubehör für die Super Ténéré:
- Aluminium-Koffer-Satz:
  - linker Koffer: 29 Liter Fassungsvermögen
  - rechter Koffer: 32 Liter Fassungsvermögen mit Ein-Schließ-System
- passende Innenpacktaschen für die Seitenkoffer
- Top Case mit 30 Liter Fassungsvermögen und Ein-Schließ-System
- passende Innenpacktasche für das Top Case
- 3 mm starker Polycarbonat-Scheinwerferprotektor (nur für den Off-Road-Einsatz ohne Straßenzulassung)
- 3 mm starke Aluminium-Motorschutzplatte (ersetzt die Standardausführung aus Plastik)
- Nebelscheinwerfersatz je 55 Watt
- hohe Windschutzscheibe
- Windabweisersatz
- Handwindabweiser
- Motorschutzbügel
- LED-Blinker-Satz
- niedrige Sitzbank
- Griffheizung
- Tankpad
- Tankrucksack mit Kartenfach und Regenhaube mit variablem Volumen (20 bis 25 Liter)

## Kritiken
„Mit dem Sondermodell «Worldcrosser» will Yamaha die Sucht nach unendlicher Weite anstacheln, kann aber nicht wirklich die Probleme der Ténéré beseitigen: Der Motor wirkt immer angestrengt und bleibt beim Durchzug blutarm – und trotz Akrapović-Topf in der Sonderedition ist das Sounderlebnis fad.“

„Verblüffend, wie es dieses Aggregat schafft, ohne zu hacken oder zu ruckeln aus derartigen Drehzahlniederungen hochzuziehen. Dieser Charakter mag einesteils besagter unregelmäßiger Zündfolge sowie dem rekordverdächtig langen Hub von 79,5 Millimetern entspringen, andernteils aber auch vom freigiebigen Umgang mit den Schwungmassen von Kurbelwelle und den beiden Ausgleichswellen herrühren. Denn der flotte Drehzahlanstieg und quirlige Schub sind nicht das Ding des 110 PS starken Yamaha-Twins. Harmonie ist sein Credo.“

„Die Leistungs- und Drehmomentkurve weist den Twin als grundsoliden Arbeiter aus, der morgens um acht zur Arbeit geht und gleichmäßig auf hohem Niveau sein Tagwerk verrichtet. Wird der Zündschlüssel abends wieder auf »Off« gedreht, hat er genau das getan, was von ihm erwartet – nicht mehr, aber auch nicht weniger.“

## Galerie

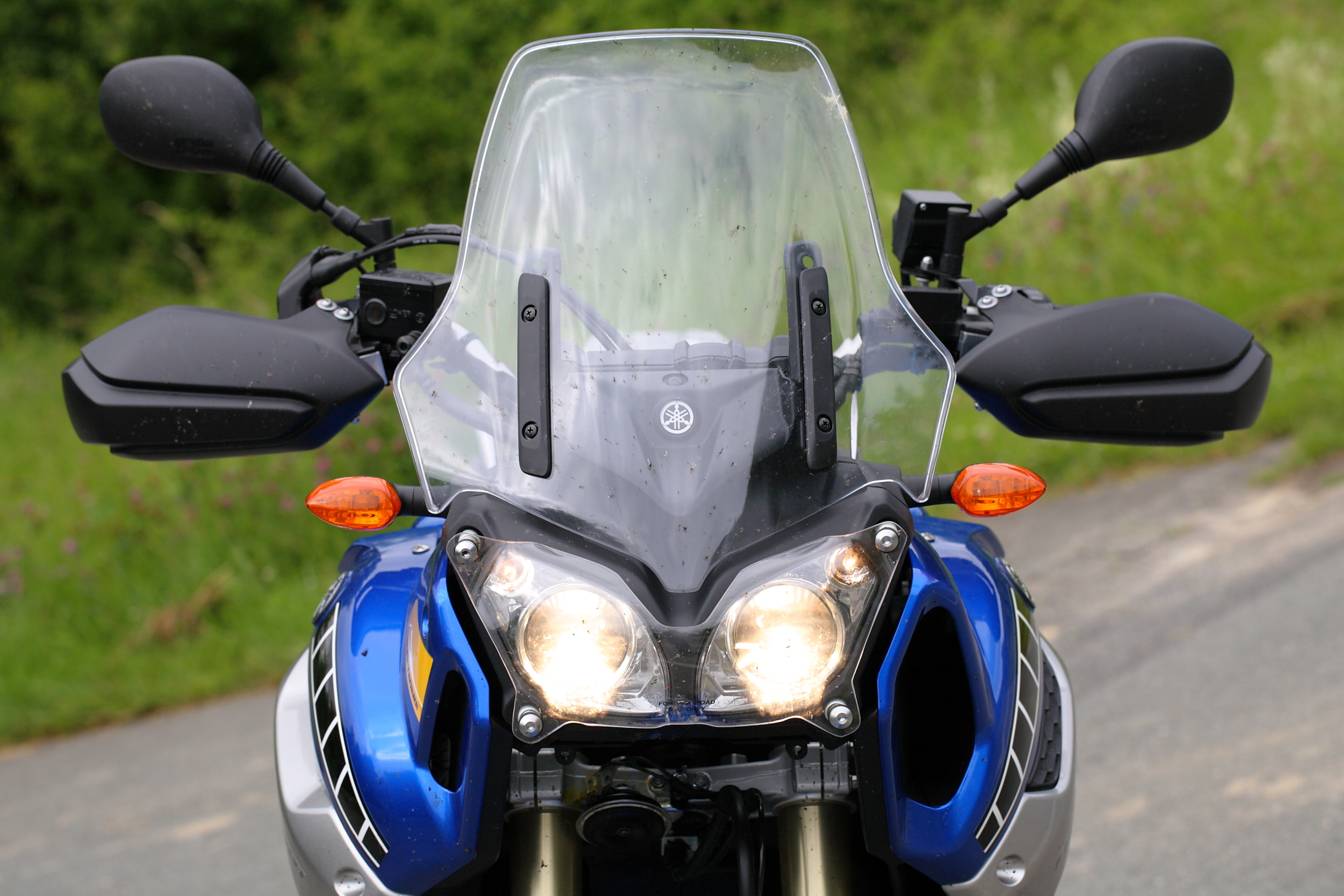
direkte Frontansicht
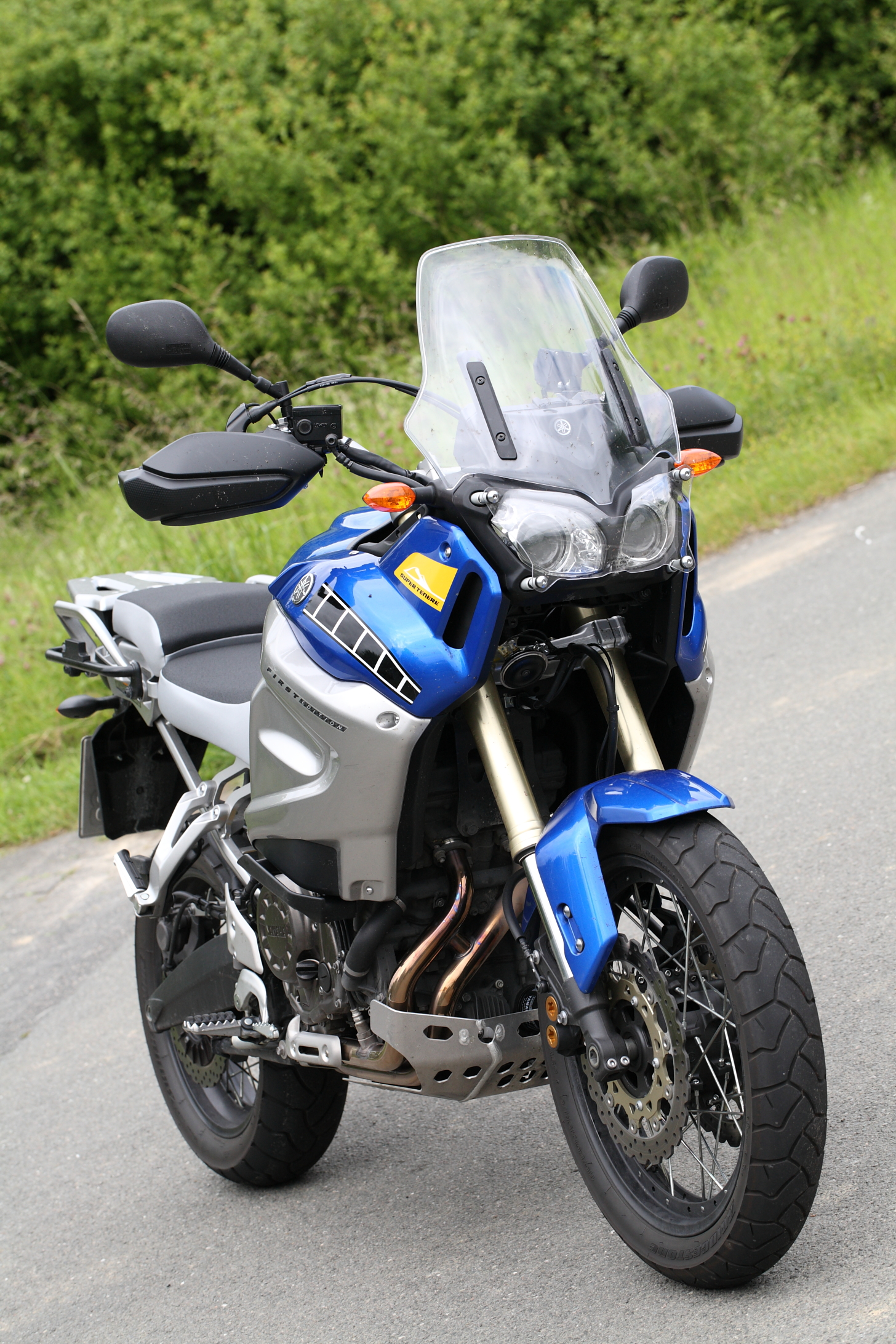
rechte vordere Seitenansicht
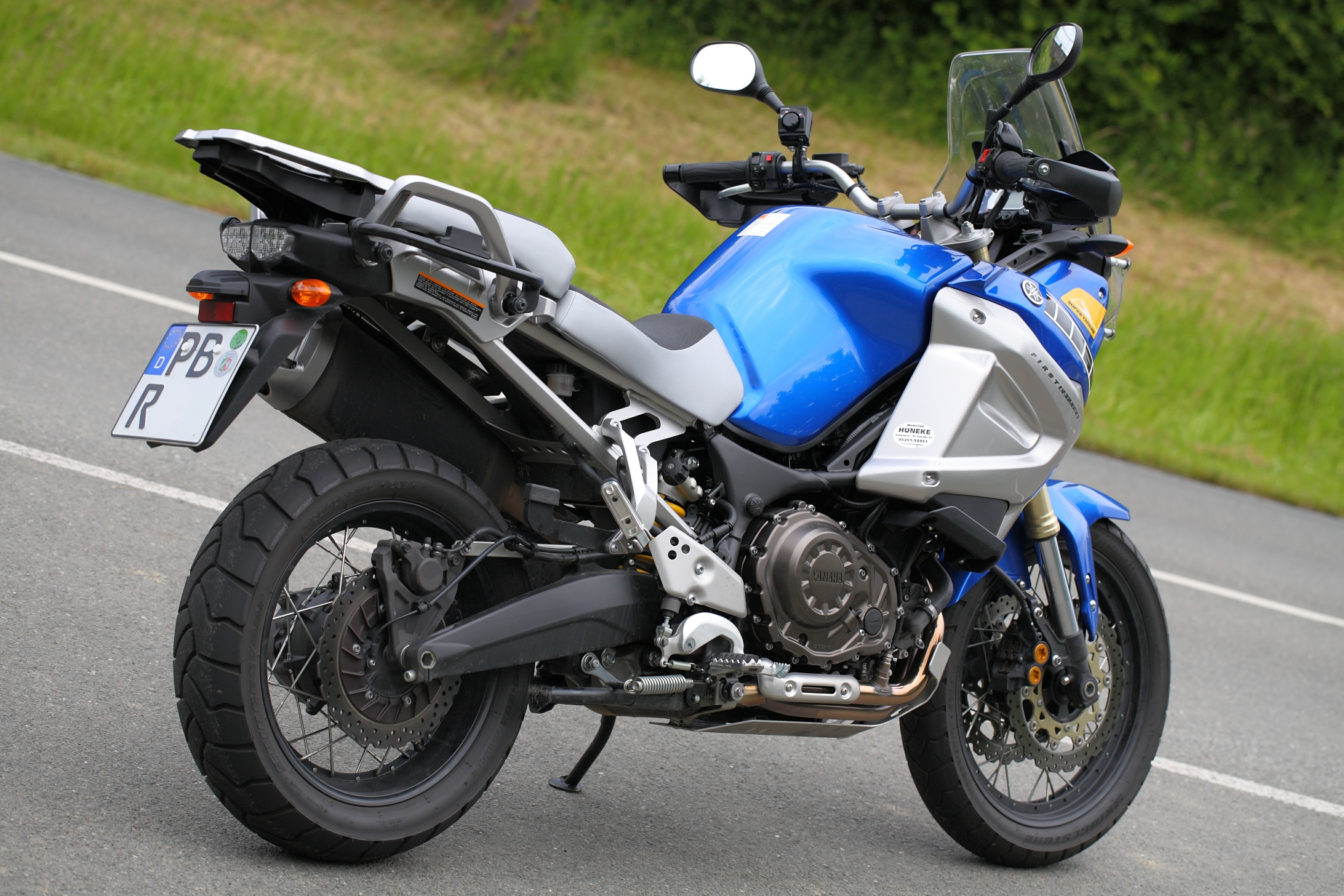
rechte Seitenansicht
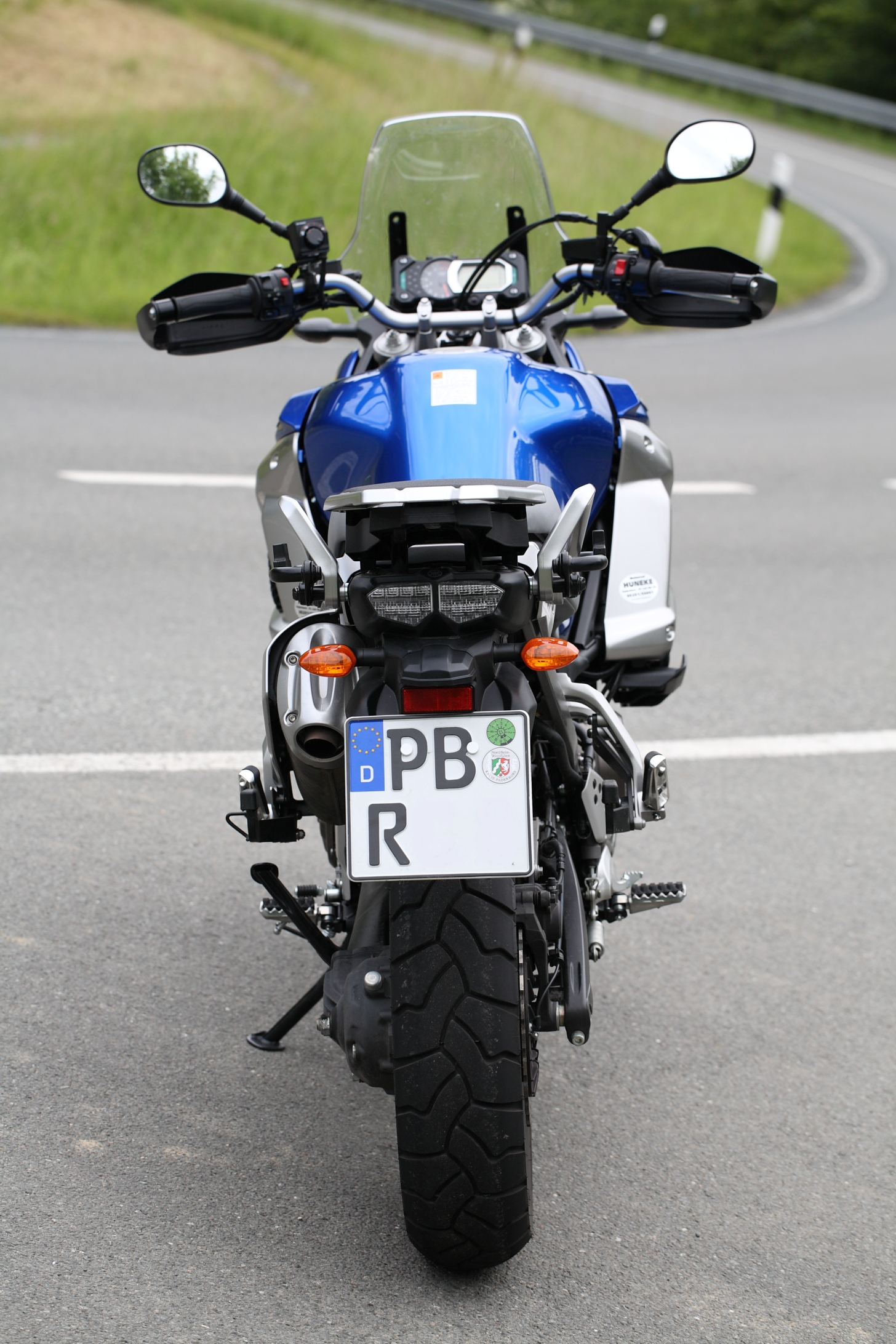
vollständige Heckansicht
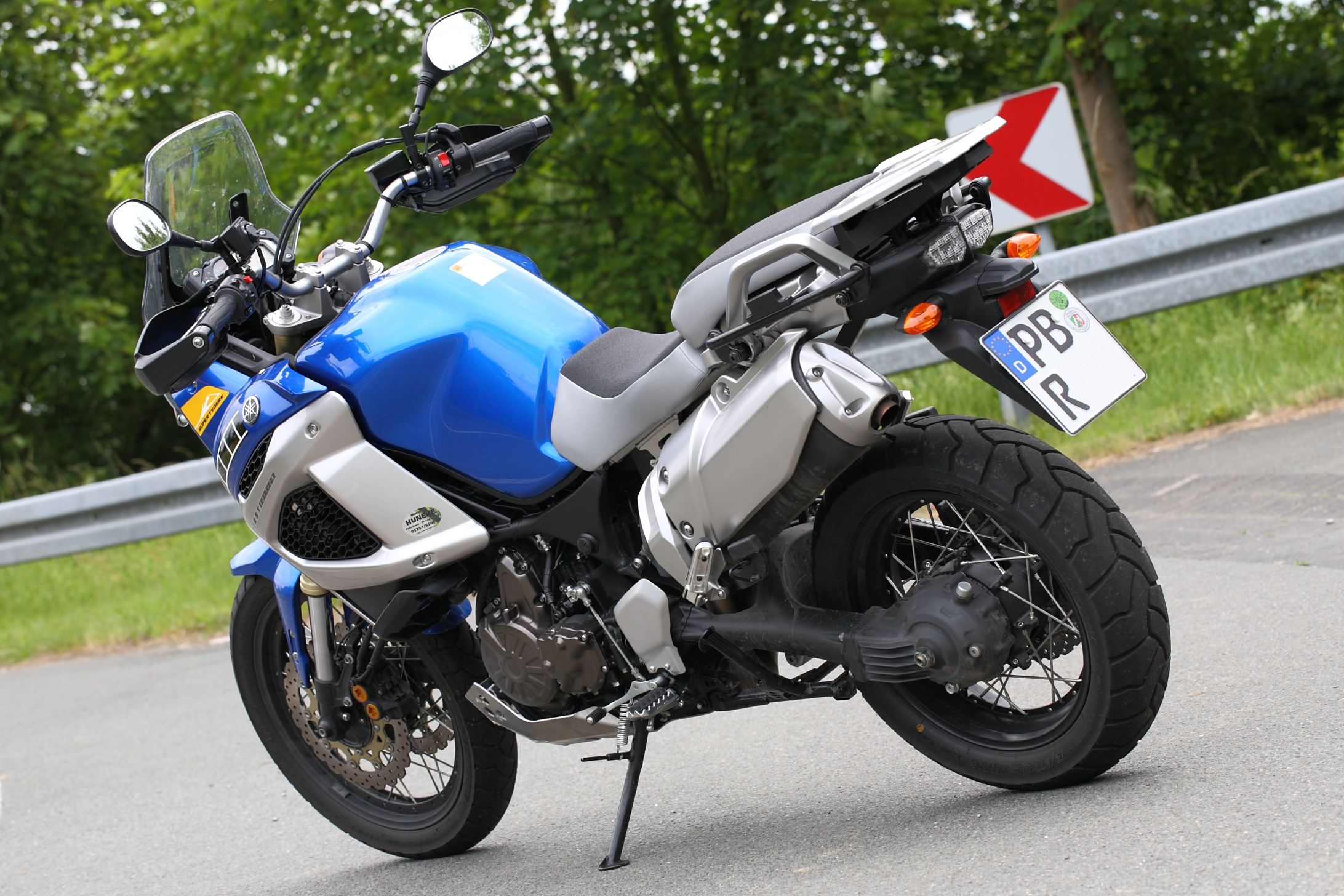
linke Seitenansicht
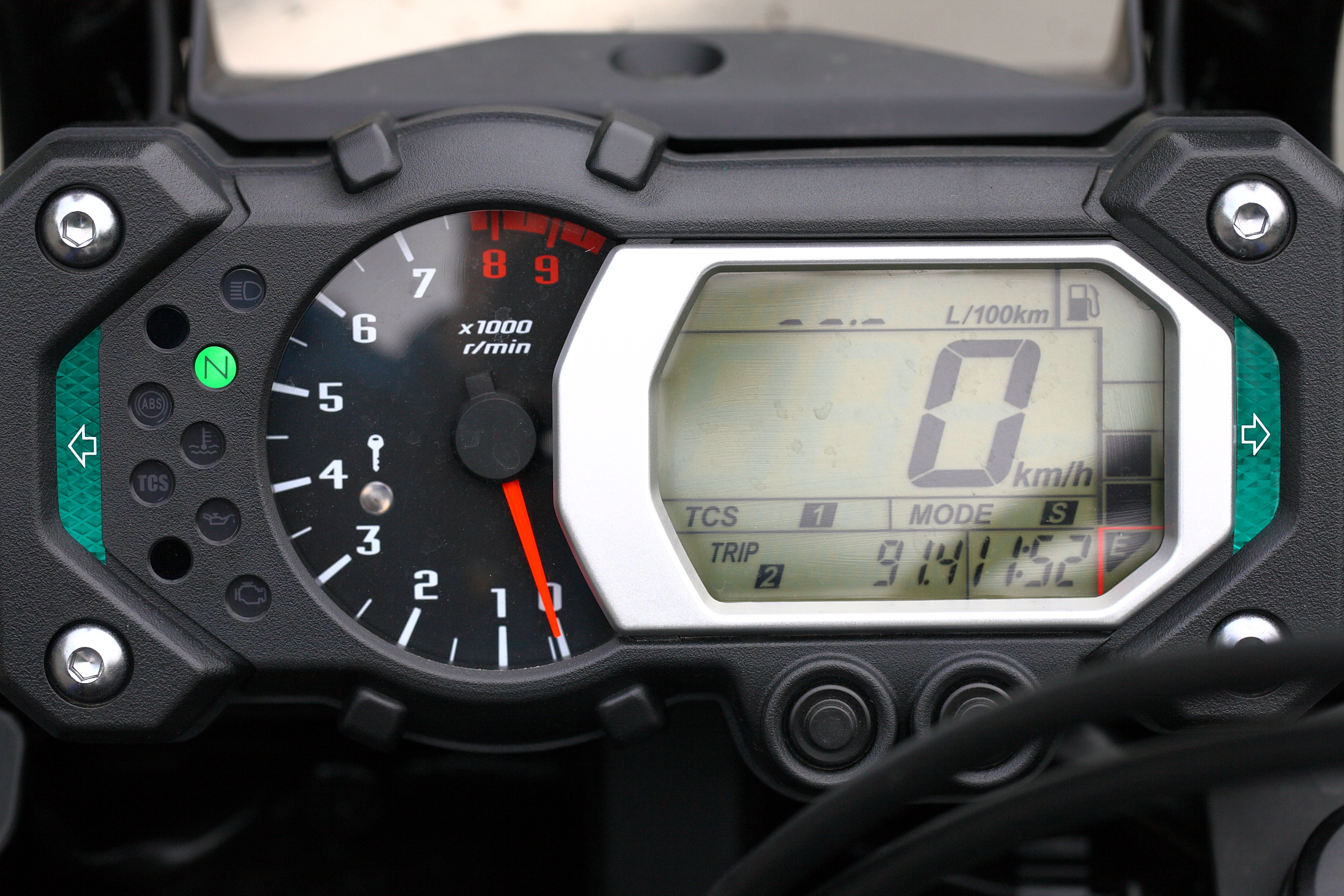
Cockpit
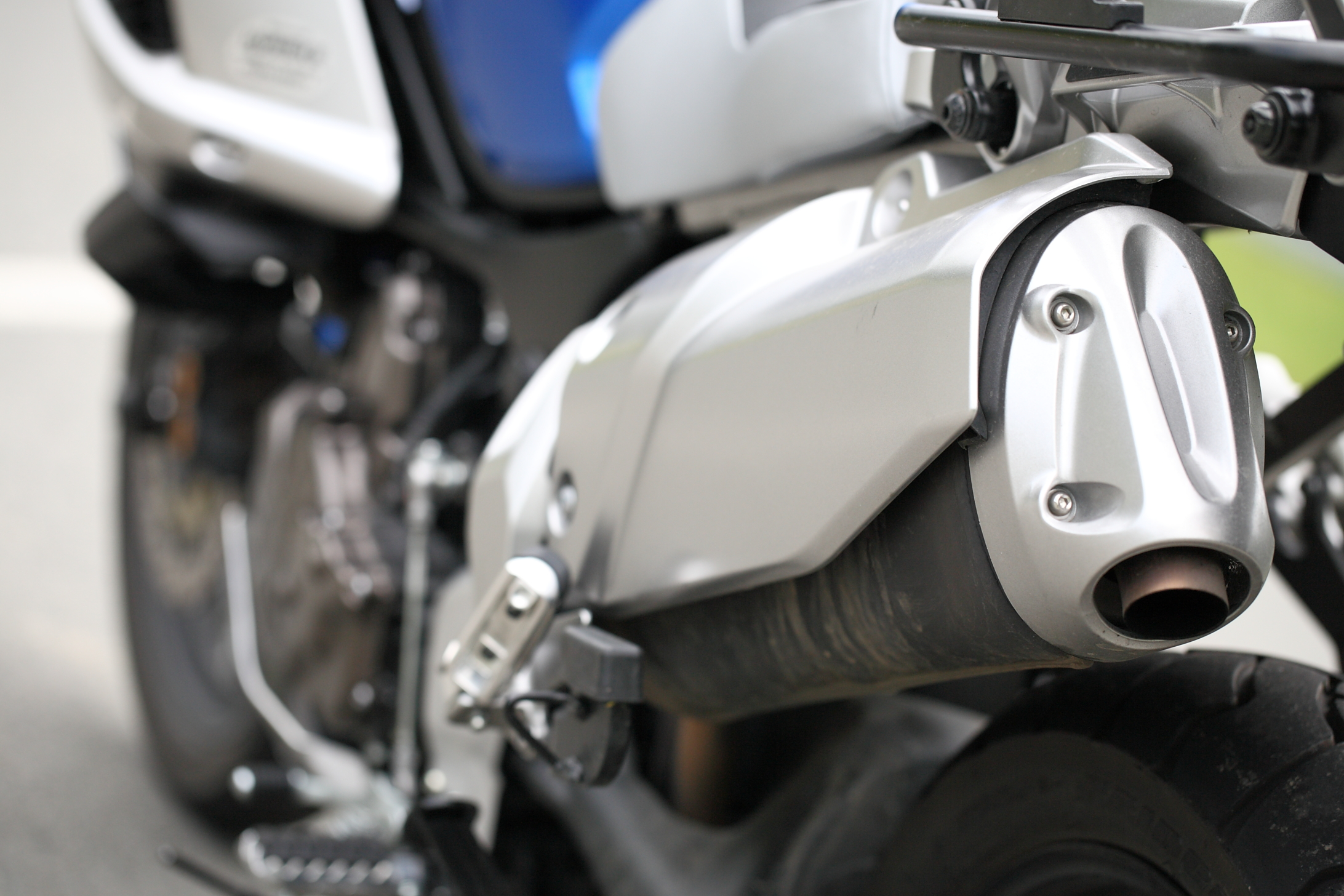
ovaler Endschalldämpfer
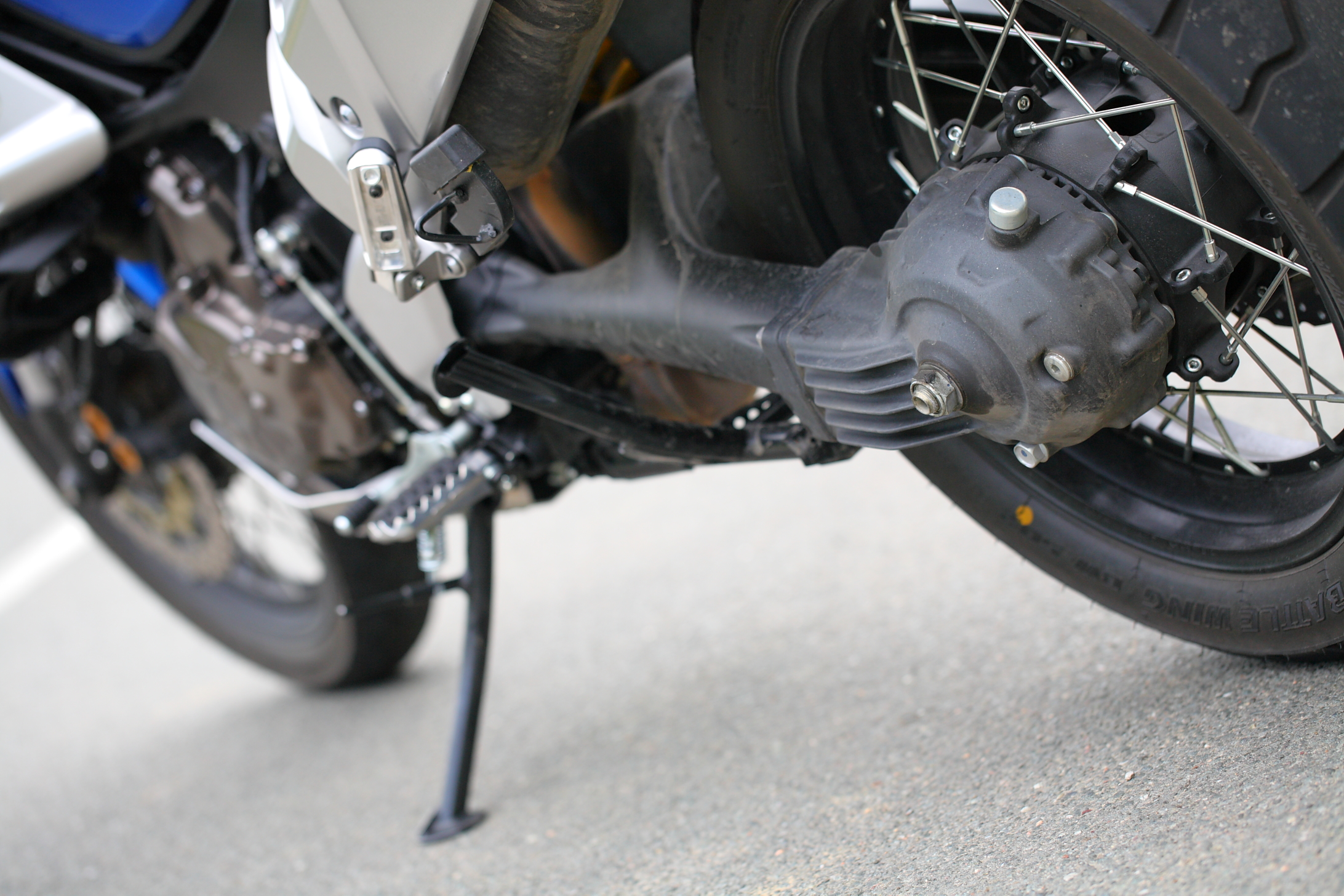
Kardanantrieb und Seitenständer